# Stara Dobrzyca

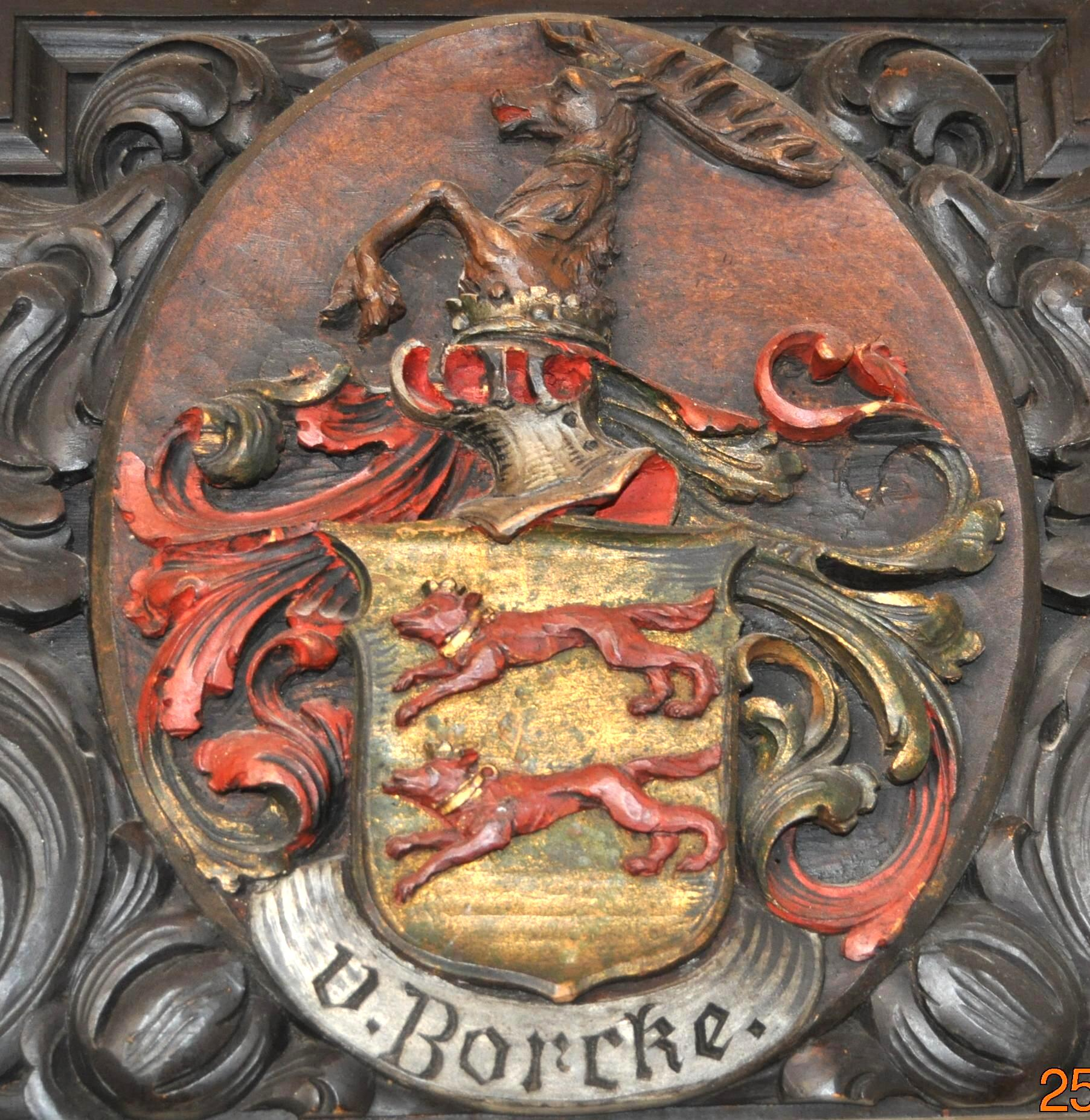
Herb rodowy rodu Borcke

Stara Dobrzyca (niem. Alt Döberitz) – wieś w Polsce położona w województwie zachodniopomorskim, w powiecie łobeskim, w gminie Resko, nad północnym brzegiem jeziora Dobrzyca.
W latach 1975–1998 miejscowość administracyjnie należała do województwa szczecińskiego.

## Historia
Stara Dobrzyca w wieku XV była lennem rodu Vidante. Kiedy ród ten wymarł, panami na Starej Dobrzycy zostali Borkowie. Później miejscowość miała wielu właścicieli. W latach 1818–1945 miejscowość administracyjnie należała do Landkreis Regenwalde (Powiat Resko) z siedzibą do roku 1860 w Resku, a następnie w Łobzie.

## Nazwa
Wieś wzmiankowana w 1436 jako Dubbernitze. Na mapie Lubinusa z 1618 nosi nazwę Dabritz.
9 grudnia 1947 r. ustalono urzędową polską nazwę miejscowości Alt Döberitz – Stara Dobrzyca, określając drugi przypadek jako Starej Dobrzycy, a przymiotnik – starodobrzycki. Obecna nazwa miejscowości ma związek z nazwą historyczną.

## Demografia
W roku 1925 wieś miała 279 mieszkańców. W 1933 miejscowość liczyła 262 mieszkańców, w 1939 było ich 243. W roku 2021 wieś miała 54 mieszkańców.

## Zabytki
- Pałac klasycystyczny i park pałacowy[11]. Pałac wybudowany przed 1602 (pierwszy pałac prawdopodobnie w 1540) przez Stefana von Borcke. W 1714 r. właścicielem Starej Dobrzycy został Ulryk Bogusław von Bonin. Później pałac był własnością kolejno kilku rodów. Obecnie w rękach prywatnych i idzie w ruinę[12][13],

- Kościół z XVIII w., obecnie jest pod wezwaniem apostołów św. Piotra i Pawła. Historia kościoła sięga najprawdopodobniej XV wieku. Kościół ma dwie nisze pochodzące prawdopodobnie z XVII wieku, dzwon z 1678 roku, ołtarz ambonowy barokowy, kolumnowy z XVIII wieku, zdobiony rzeźbionym w drewnie motywem akantu oraz stalle z XVII wieku. Ryglowy korpus nawowy oraz górna partia wieży pochodzi z 1711 roku. Pod koniec lat 90. XX wieku świątynia przeszła gruntowny remont. W rejestrze zabytków od 12.12.1963 roku[14][15].

## Osoby urodzone lub związane ze Starą Dobrzycą
Adrian Bernhard von Borcke (ur. 21 lipca 1668 w Alt Döberitz, zm. 25 maja 1741 w Berlinie) — pruski feldmarszałek i minister. Był jednym z najbliższych doradców króla pruskiego Fryderyka Wilhelma I.

## Galeria

Wieś Dabritz na mapie Lubinusa z 1618 r.